# Santana Textiles
A Santana Textiles(anteriormente Santana Têxtil) é uma indústria do ramo têxtil que  fábrica tecidos denim, mais popularmente conhecido como jeans. Possui 5 unidades industriais, sendo 4 no Brasil e uma na Argentina que juntas produzem mais de 7 milhões de metros de tecidos denim(jeans) por mês, consolidando uma das maiores produções da América Latina e do Mundo.

## Histórico
A empresa inicia na década de 60, seus negócios com a fábrica de Redes Sant’ana, na cidade de Jaguaruana, interior do Ceará. Já nos anos 80, é implantada a Fiação Santana, em Fortaleza-CE, voltada para a fabricação de fios open-end. Surge então no ano de 1995 seu primeiro parque industrial no município de Horizonte-CE, região metropolitana de Fortaleza-CE,  iniciando a produção de denim(jeans), originando, assim, a Santana Têxtil do Brasil. Nos anos seguintes a empresa criou novas unidades de produtivas(Rio Grande do Norte, Mato Grosso e na Argentina), bem como teve presença em grandes feiras de moda como a São Paulo Fashion Week e a Première Vision. Hoje a empresa é internacionalmente conhecida como a Santana Textiles.

## Site da empresa
Site da Santana Textiles